# Kapfenberg Bulls (Basketball)
| Kapfenberg Bulls          | Kapfenberg Bulls |
| ------------------------- | --- |
| Logo der Kapfenberg Bulls | |
| Vereinsdaten              | |
| Anschrift:                | Kapfenberg Bulls Office K. H. Waggerl Weg 6 8605 Kapfenberg                                                                            |
| Website:                  | https://bulls-basketball.eu/ |
| Gründungsjahr:            | 1976 |
| Präsident:                | Gernot Mach |
| Obmann:                   | Clemens Ludwar |
| Geschäftsführer:          | Oliver Freund |
| Spielstätte:              | Sporthalle Walfersam |
| Dressenfarben:            | Heimspiele: Weiß Auswärtsspiele: Grün                                                                                                  |
| Heimspiel-Infoblatt:      | Bulls.Insider |
| Gewonnene Titel           | |
| Meister:                  | 2001, 2002, 2003, 2004, 2017, 2018, 2019                                                                                               |
| Cup:                      | 2007, 2014, 2017, 2018, 2019, 2020 |
| Supercup:                 | 2002, 2003, 2014, 2017, 2018 |
| Europacup-Teilnahmen      | |
| Korać-Cup:                | 1994/95 (1S-3N), 1995/96 (1S-1N), 1996/97 (1S-1N), 1997/98 (2S-6N), 1998/99 (2S-2N), 1999/00 (1S-1N), 2000/01 (0S-2N), 2001/02 (0S-2N) |
| ULEB Cup:                 | 2003/04 (1S-9N), 2004/05 (0S-10N) |
| FIBA EuroCup Challenge:   | 2002/03 (4S-6N), 2005/06 (0S-4N) |
| CEBL Europacup:           | 2008/09 (6S-0N, 3. Platz im Final Four)                                                                                                |

Kapfenberg Bulls ist ein Basketballverein aus Kapfenberg in der Steiermark. Seit 1991 spielt der Verein in der österreichischen Basketball-Bundesliga. Die größten Erfolge erzielte der Verein in den Jahren 2001–2004 mit vier Meistertiteln in Folge sowie drei Siegen im Supercup. Damit waren die Bulls der erste österreichische Basketballmeister, der nicht aus Wien oder Niederösterreich stammte. Zudem gewann die Mannschaft drei Mal den Cup. Den größten internationalen Erfolg erreichten die Bulls in der Saison 2008/09 mit einem dritten Rang in der Central European Basketball League, was die beste Platzierung einer österreichischen Basketballmannschaft in einem europäischen Wettbewerb darstellt.
Der Verein wurde 1976 als Sparte des Turnvereins Aflenz gegründet. 1996 wurde der Verein zu einem Zweigverein der Kapfenberger Sportvereinigung und der Vereinssitz nach Kapfenberg verlegt, nachdem die Bundesliga-Mannschaft in den Jahren zuvor ihre Spiele bereits in der Kapfenberger Walfersamhalle ausgetragen hatte. Seit 2004 trägt der Verein den Namen Kapfenberg Bulls, nachdem er zuvor unter anderem „TV Sparkasse Aflenz“, „Basketballclub Sparkasse Aflenz“ und „Basket Bears“ hieß. Seit 2009 ist die Eishockeymannschaft Kapfenberg Bulls eine Sparte des Vereins. Die Mannschaft ist der Nachfolger der insolventen Icetigers.
Trainer der Mannschaft war bis Ende Dezember 2017 Michael Schrittwieser, der in dieser Position an allen bis dahin errungenen Titeln der Bulls beteiligt war und dadurch zum erfolgreichsten österreichischen Basketballtrainer wurde.

## Geschichte

### 1974 bis 1985 (Gründungszeit)
1974 entstand rund um Adolf „Adi“ Schrittwieser und Günther Agath in Aflenz eine Basketballgruppe, die im Turnsaal der Propstei Aflenz spielte. Die Mannschaft nahm an keiner Meisterschaft teil, trug aber einige Freundschaftsspiele aus. Der Leiter und erste Mannschaftskapitän dieser Gruppe war Gerhard Trost. Adi Schrittwieser beschrieb diese Anfangszeit in seinem Tagebuch wie folgt:

„Im alten Turnsaal im Propsteigebäude trainieren unter Gerhard Trost: Zechner Hermann, Srb Sepp, Kornton Gust, Schmied Walter, Leitner Hans, Seitner Manfred, Winterheller Sigi und einige andere. Dieser sogenannte Turnsall ist ca. 12 m × 6 m und hat viel zu tief hängende Körbe. Von den Regeln haben wir nicht viel Ahnung, dafür spielen wir mit umso mehr Härte!“

1976 gründete diese Gruppe offiziell einen Verein als Sparte des Turnverein Aflenz, um an der steirischen Meisterschaft teilnehmen zu können. Da der steirische Verband zur Nachwuchsförderung eine eigene Jugendmannschaft verlangte, stellte Schrittwieser eine Nachwuchsmannschaft, bestehend aus seinem Sohn Michael Schrittwieser und dessen Klassenkameraden aus der Volksschule, auf. Zu diesem Zeitpunkt trainierte und spielte der Verein im neu gebauten Turnsaal der Hauptschule Thörl. In ihrer ersten Saison erreichte die Nachwuchsmannschaft in der steirischen Meisterschaft den siebten Rang von acht Mannschaften. Bereits in der zweiten Saison (1978) wurden die Knaben Vizemeister. Das erste Trainingslager wurde 1979 in Hintermoos abgehalten.
1980 stellte der Verein zwei Nachwuchsmannschaften. In diesem Jahr wurde in Aflenz ein Freiplatz errichtet, der (neben Subventionen der Gemeinde Aflenz) zum großen Teil aus Eigenmitteln der Vereinsmitglieder finanziert wurde.
1981 beteiligten sich drei Nachwuchsmannschaften an steirischen Meisterschaften. Außerdem gelang Aflenz in diesem Jahr der Aufstieg in die 1. Klasse. Aus diesem Grund wurde 1982 mit Pavel Trupl der erste Legionär des Vereins verpflichtet.
Der erste Sponsor wurde 1983 mit der Sparkasse Aflenz gewonnen. Der Verein nannte sich TV Sparkasse Aflenz, später Basketballclub Sparkasse Aflenz. 1985 stieg die erste Mannschaft, die nach wie vor von Adi Schrittwieser trainiert wurde, erstmals in die Landesliga, die höchste steirische Spielklasse, auf. Außerdem gewann der Verein in den Altersgruppen „Schüler“ und „Knaben“ zwei steirische Meistertitel.
Das Interesse am Basketballsport im Aflenzer Raum nahm stetig zu, und einige Nachwuchsspieler der ersten Generation führten das Training der Nachwuchsmannschaften durch. Michael Schrittwieser übernahm 1985 die Gesamtleitung im Nachwuchs.

### 1986 bis 1993 (Der Aufstieg)
10 Jahre nach der Gründung des Vereins spielte die erste Mannschaft in der Saison 1986/87 zum ersten Mal in der Landesliga. Durch den Aufstieg wurde die Vereinsarbeit professioneller. Mit Boris Cerpes aus Marburg verpflichtete der Verein für die Landesliga-Mannschaft erstmals einen ausländischen Trainer.
Im Nachwuchs stellten sich Erfolge bei österreichischen Meisterschaften ein: Die Junioren erreichten das Viertelfinale, die Jugend den Vizemeistertitel und die Schüler wurden österreichischer Meister. Zu dieser Zeit nahm der Verein mit insgesamt sechs Mannschaften an Meisterschaften teil.
Nach einer knappen Qualifikation für die Aufstiegsspiele in Steyr fixierte die Mannschaft in der Saison 1987/88 erstmals den Aufstieg in die Bundesliga B. Trotz der Verpflichtung des ersten US-Legionärs Dwayne Texas stieg der Verein in der folgenden Saison wieder in die Landesliga ab. Obwohl die fünf besten Spieler intensiv von Grazer Bundesliga-Clubs umworben wurden, wanderte kein Spieler ab. Im März 1989 übernahm Fery Kienesberger die Mannschaft, 1990 wurde der sofortige Wiederaufstieg als Landesligameister geschafft.
In der Saison 1990/91 verpflichtete der Verein den gebürtigen Kalifornier John „Johnny“ Griffin. Mit ihm dominierte die Mannschaft den Grunddurchgang in der Bundesliga B. 15 Jahre nach Vereinsgründung gelang der Mannschaft 1991 der Aufstieg in die Bundesliga A. Seit diesem Zeitpunkt ist der Verein fester Bestandteil der höchsten österreichischen Spielklasse.
Zu dieser Zeit expandierte der Verein in der Nachwuchsarbeit. Unter der Leitung von Roland Korntheuer wurden erste Trainingseinheiten für Kinder und Jugendliche aus Kapfenberg durchgeführt. Da es in Aflenz keine geeignete Halle für Bundesligabasketball gab, wurden die Meisterschaftsspiele ebenfalls im 15 km entfernten Kapfenberg in der Sporthalle Walfersam abgehalten.
In der ersten Bundesligasaison konnte der Verein nach einer schwachen Anfangsphase den fünften Platz belegen. In der folgenden Saison musste die Mannschaft einige Leistungsträger ziehen lassen. Die Legionärssuche gestaltete sich schwierig, insgesamt wurden in der Spielzeit neun US-Legionäre eingesetzt. Am Ende der Saison belegte der Verein mit Rang 11 einen Abstiegsplatz. Nur durch eine Aufstockung der Liga entging die Mannschaft dem Abstieg.

### 1993 bis 2000 (Auf dem Weg zum Spitzenclub)
1993 beendete Michael Schrittwieser seine Spielerkarriere und wurde als „Billiglösung“ stattdessen neuer Trainer der Herrenmannschaft. Bis auf eine Unterbrechung in der Saison 2002/2003 sollte Schrittwieser diese Position bis zum jetzigen Zeitpunkt ausfüllen und durch seine späteren Erfolge mit dem Verein zum erfolgreichsten österreichischen Basketballtrainer werden.
In der Saison 1993/94 belegte die Mannschaft den fünften Platz in der Meisterschaft und qualifizierte sich zum ersten Mal für einen europäischen Wettbewerb. Der Verein setzte eine Marketinggruppe ein, die ein Logo entwarf und einen Bären als Vereinsmaskottchen einsetzte. Im Zuge dieser Aktion wurde der Vereinsname auf Basket Bears geändert.
1994 stießen der Center Helmut Moschik und Co-Trainer Midhat „Mido“ Kamenica zu den Bears. Mit dem Stamm um die Legionäre Johnny Griffin, Mike Coffin und Sean Allen arbeitete sich der Verein langsam an die Spitze der Bundesliga vor und konnte einige Achtungserfolge in europäischen Wettbewerben feiern.
1996 erreichte die Mannschaft der Herren den dritten Platz. Dabei blieb die Mannschaft (saisonübergreifend) 55 Wochen ungeschlagen. Michael Schrittwieser erhielt für seine Leistungen in dieser Saison die Auszeichnung zum Coach des Jahres, Johnny Griffin wurde Spieler des Jahres und Jürgen Kogler wurde von der Bundesliga zum Aufsteiger des Jahres gewählt.
In diesem Jahr verlegte der Verein seinen Sitz offiziell nach Kapfenberg und wurden ein Zweigverein der Kapfenberger Sportvereinigung, nachdem in den Jahren zuvor die Zusammenarbeit mit der Stadt Kapfenberg intensiviert wurde. Der Umzug nach Kapfenberg wurde von einigen Vereinsmitgliedern und Fans aus Aflenz negativ aufgenommen.
1997 wurde mit der Firma Montan ein neuer Hauptsponsor gefunden, deren Geschäftsführer Karl Thaller Präsident des Vereins wurde. Gegen Székesfehérvár (Ungarn) gelang erstmals der Aufstieg in die Hauptrunde des Korac-Cups, in der Liga wurde wie im Vorjahr der dritte Platz erreicht. Diesen Platz belegte die Mannschaft 1998: Nach einem sehr guten Grunddurchgang mit 14 Siegen in 18 Spielen verloren die Bears gegen den späteren Meister St. Pölten im Semifinale.
Auch 1999 scheiterte Kapfenberg in der Finalserie der Playoffs an St. Pölten. Mit Platz zwei wurde dennoch die bisher beste Platzierung in der Meisterschaft seit Vereinsgründung erreicht.
In der Saison 1999/2000 forcierten die Bears erneut ihre Jugendarbeit und konnten die Talente Armin Woschank, Aleksandar „Aco“ Djuric und Samuel Knabl als Nachwuchsspieler verpflichten. Im Jänner 2000 stand Kapfenberg erstmals im Cupfinale, verlor das Cupspiel gegen Traiskirchen jedoch mit 66:87. Auch im Ligafinale, das erstmals in der Ligageschichte live im TV auf dem Sender TW1 übertragen wurde, unterlagen die Bears Traiskirchen.

### 2001 bis 2004 (Die Meisterjahre)
In der Saison 2000/01 spielten die Bears im Cup erneut gegen Traiskirchen und mussten eine bittere Niederlage hinnehmen. Trotz einer 22-Punkte-Führung konnte Traiskirchen mit dem starken Ex-Kapfenberger Sean Allen das Finalspiel noch drehen und sich mit einem 72:66-Sieg den Titel sichern.
Dafür waren die Bears in der Liga umso erfolgreicher. Nach einem Semifinalsieg gegen die Basket Clubs Vienna spielte Kapfenberg im Finale gegen die Wörthersee Piraten. Nach je zwei Siegen für Kapfenberg und Klagenfurt fand das entscheidende Spiel in der Kapfenberger Walfersamhalle statt. Vor 1100 Zuschauern gelang dem damals 18-jährigen Armin Woschank die Vorentscheidung mit einem Dreipunktewurf aus neun Metern drei Minuten vor Schluss. Dadurch gingen die Bears in Führung und gaben diese in weiterer Folge nicht mehr aus der Hand. Mit einem 78:74-Sieg feierten die Bears 25 Jahre nach der Vereinsgründung sowie drei dritten und zwei zweiten Plätzen in Folge ihren ersten Meistertitel in der höchsten österreichischen Spielklasse. Damit waren die Bears der erste Meister im österreichischen Basketball, der nicht aus Wien oder Niederösterreich stammte. Der Titelgewinn war zugleich Startschuss für eine Serie von insgesamt vier Meistertiteln.
2002 konnten der steirische Lokalrivale Fürstenfeld Panthers im Finale besiegt werden, in dem die Bears die Entscheidung erst im fünften und alles entscheidenden Spiel durch einen 109:107-Auswärtssieg nach zweifacher Verlängerung herbeiführen konnten. Für Diskussionen sorgte dabei der damalige Schiedsrichter Andreas Roth, der mit der Schlusssirene ein Foul an einem Fürstenfelder Spieler anzeigte, die dafür zu verhängenden Freiwürfe jedoch nicht durchsetzte, da die mitgereisten Kapfenberger Fans das Spielfeld stürmten.
Der Kapfenberger Rasheed Brokenborough, der in Spiel vier einen 89:87-Sieg mit einem 2-Punkte-Wurf in der Schlusssekunde fixierte, erzielte im entscheidenden Spiel 33 Punkte.
Im Herbst 2002 trat Michael Schrittwieser als Trainer zurück und wurde stattdessen sportlicher Leiter der Bears. Er wurde abgelöst von Toni Vujanic, der den Verein aus familiären Gründen noch im selben Herbst wieder verließ. Der neue Trainer Stefan Koch, zuvor unter anderem für den deutschen Erstligisten Skyliners Frankfurt tätig, führte die Bears zu guten Leistungen im internationalen Champions Cup sowie in das Ligafinale.
In der Finalserie lagen die Bears gegen den Cupsieger Allianz Swans Gmunden nach Spielen bereits 0:2 zurück. Vor dem dritten Finalspiel übernahm Michael Schrittwieser erneut das Traineramt. Die Bears konnten alle drei verbleibenden Spiele gewinnen und sind damit die bislang einzige Mannschaft der österreichischen Basketball-Bundesliga, die einen derartigen Rückstand noch aufholen konnte.
In der Saison 2003/04 wurde der Hedgefonds Superfund neuer Hauptsponsor. Da der Bär in der Börsensprache für fallende Kurse steht, benannte sich der Verein auf Betreiben von Superfund in Kapfenberg Bulls um. Im ULEB-Cup konnten die Bulls mit einem 80:71-Sieg gegen KK Atlas einen Achtungserfolg feiern, die restlichen neun Spiele wurden verloren. Im Grunddurchgang gewannen die Bulls 16 von 18 Spielen, im Frühjahr musste die Mannschaft mit sechs Niederlagen in Folge jedoch die längste Niederlagenserie der Vereinsgeschichte einstecken. Dennoch ging Kapfenberg als Tabellenerster in die Playoffs und besiegte im Viertelfinale Traiskirchen und im Halbfinale Wels mit jeweils 3:0. Im Finale trafen die Bulls erneut auf Gmunden und fixierten mit einem 94:86-Auswärtssieg das 3:1 in der Finalserie und den vierten Meistertitel in Folge, der der bislang letzte bleiben sollte.
Die Leistungsträger in den Meisterjahren waren Legionäre, angeführt von Rasheed Brokenborough und Mike Coffin sowie Eigenbauspieler wie Armin Woschank, Samuel Knabel und Aleksandar Djuric.

### Seit 2005 (Der erste Cup-Sieg)
In den folgenden Jahren musste Kapfenberg einige dieser Leistungsträger ziehen lassen. Zwar waren die Bulls weiterhin in den Playoffs vertreten, kamen jedoch nicht mehr über das Semifinale hinaus.
2005 scheiterte Kapfenberg im Halbfinale an Oberwart und erreichte erstmals seit 1998 nicht das Ligafinale. 2006 verloren die Bulls im Halbfinale gegen Wels mit 0:3.
Den letzten österreichischen Titel errang die Mannschaft 2007 in Form ihres einzigen Cup-Sieges. Bei ihrer vierten Finalteilnahme konnten die Bulls Fürstenfeld mit 73:69 besiegen. Der Titel des Most Valuable Player ging an den Kapfenberger Shawn Ray, der 19 Punkte erzielte.
In der Saison 2008 erreichten die Bulls nach einem vierten Platz in der regulären Saison das Semifinale der Play-offs. Hier waren nach vier Spielen die Gunners aus Oberwart die Endstation.
Die Saison 2008/09 bestand aus einem Auf und Ab für die Bulls. In der Hauptrunde 1 konnte sich die Mannschaft den vierten Platz sichern. Im darauf folgenden Viertelfinale gegen die fünftplatzierten Traiskirchen Lions mussten sich die Bulls trotz Heimvorteils mit einem 1:3 nach gewonnenen Spielen geschlagen geben, wobei das erste und vierte Spiel erst in der Verlängerung verloren wurden.
In der Saison 2009/10 erreichte die Mannschaft trotz eines 6. Platzes in der regulären Saison das Semifinale der Play-offs und schied nach drei Niederlagen gegen Allianz Swans Gmunden aus. Dieses Ergebnis wiederholte sich in der Saison 2010/11. Dieses Mal verlor man gegen den gleichen Gegner in fünf Spielen. In der Saison 2011/12 erreichte die Mannschaft einen guten dritten Platz in der regulären Saison. Wiederum schieden die Bulls erst im Semifinale gegen den späteren Meister Xion Dukes Klosterneuburg in vier Spielen aus.
2014 wurden Pokalbewerb und Supercup gewonnen.
Die Kapfenberger gewannen 2017 den Cupsieg im Finalspiel 77:60 gegen die Gunners Oberwart. Damit feierten die Bulls nach 2007 und 2014 ihren dritten Pokalgewinn. Im Supercup als auch in der Meisterschaft triumphierte man ebenfalls, sodass die Saison 16/17 mit drei Titelgewinnen abgeschlossen wurde.
Ende 2017 trat Erfolgstrainer Michael Schrittwieser ab und wechselte als Generalsekretär zum Österreichischen Basketballverband. Sein Nachfolger wurde Mike Coffin. Unter Schrittwiesers Leitung hatte Kapfenberg Anfang Oktober 2017 den Supercup gewonnen. Coffin führte die Mannschaft zum Meistertitel 2018 und zum Pokalsieg. Ende Juli 2018 trat Präsident Heribert Krammer zurück, der dem Verein seit 2012 vorstand. Zudem kündigte er an, mit seinem Unternehmen ece nach dem Ende der Saison 2018/19 als Hauptgeldgeber auszusteigen.
Im März 2019 gewann die Mannschaft zum dritten Mal in Folge den Pokalbewerb. Wenige Monate später kam der Meistertitel hinzu.

## Teilnahme an internationalen Bewerben
Seit 1994 nahm Kapfenberg insgesamt 13-mal an internationalen Bewerben teil. Acht Teilnahmen im Korać-Cup folgten je zwei Teilnahmen in der FIBA EuroCup Challenge sowie dem ULEB Cup, dem zweitbedeutendsten europäischen Basketballbewerb, an dem der Verein als erste österreichische Basketballmannschaft teilnahm. In diesen Bewerben konnten die Bulls einige Achtungserfolge feiern, jedoch nicht um den Titel mitspielen. In den folgenden zwei Jahren nahmen die Bulls erstmals seit 1994 an keinem europäischen Wettbewerb teil.
In der Saison 2008/09 vertrat Kapfenberg den österreichischen Basketball gemeinsam mit den Xion Dukes Klosterneuburg und Arkadia Traiskirchen Lions in der Central European Basketball League. In der Gruppenphase spielten die Bulls gegen Mannschaften aus Tschechien und der Slowakei und gewannen als einziger CEBL-Teilnehmer alle sechs Spiele. Im anschließenden Final Four verloren die Bulls das Halbfinale gegen den späteren Turniersieger Székesfehérvár. Mit einem 74:67-Sieg gegen Nový Jičín im Spiel um Platz drei erreichten die Bulls dennoch das beste Ergebnis eines österreichischen Basketballvereins in einem internationalen Wettbewerb.

## Nachwuchsarbeit
Seit ihrer Gründung haben die Bulls stark auf eigene Nachwuchsarbeit gesetzt. In der Zeit bis zum Aufstieg in die Bundesliga A bestand die Mannschaft zum überwiegenden Teil aus Eigenbauspielern. In den darauf folgenden Jahren wurden zwar einige Legionäre verpflichtet, jedoch wurden gleichfalls Nachwuchsspieler an die Mannschaft herangeführt und als Leistungsträger eingesetzt. Die Bulls stellen regelmäßig einige Spieler des österreichischen Nationalteams.
Mit der Big Men Academy fokussierte sich der Verein speziell auf große Basketballspieler. Aleksandar Djuric, Samuel Knabl, Martin Kohlmaier und Heinz Kügerl wurden im Zuge dieses Projekts ausgebildet. Durch das Nachwuchsmodell und die Teamsportakademie erfolgt die Nachwuchsarbeit sowohl für den Breitensport als auch für den Spitzensport, wobei Internatsplätze zur Verfügung stehen. Eine Kooperation mit der Oberstufe des BRG Kapfenberg ermöglicht den Nachwuchsspielern eine Matura neben der sportlichen Ausbildung.

## Vereinsstruktur
Die Bulls sind seit 1996 ein Zweigverein der Kapfenberger Sportvereinigung. In diesem Jahr verschmolz der Verein mit der KSV Sektion Basketball, die seit 1965 in Kapfenberg tätig war und als höchste Spielklasse die Landesliga erreichte.
1998 wurde der Vereinsgründer Adi Schrittwieser als Vereinsobmann von Karl Thaller abgelöst. Thaller ist zugleich Geschäftsführer der Montan Spedition, einem langjährigen Sponsor der Kapfenberg Bulls.
Im Sommer 2009 wurde eine Eishockeymannschaft als Nachfolger der insolventen Kapfenberg Icetigers als Sparte des Vereins aufgenommen. Die Mannschaft spielt in der Oberliga. Siehe auch Kapfenberg Bulls (Eishockey).

## Spielstätte
Seit 1988 tragen die Bulls ihre Heimspiele in der Walfersamhalle in Kapfenberg aus. Die Walfersamhalle war ursprünglich der Turnsaal der Dr. Franz Jonas-Volksschule und wurde 1973 erbaut. Sie hat eine Grundfläche von 980 m² und bietet etwa 1000 Besuchern Platz. Neben der Funktion als Spiel- und Trainingsstätte wird die Halle weiters für Veranstaltungen genutzt. 1999 wurde ein gelenksschonender Parkett-Schwingboden eingebaut.

## Platzierungen in Bundesliga und Cup
Seit 1996 konnte der Verein folgende Platzierungen erreichen:
| Saison    | Bundesliga               | Cup           |
| --------- | ------------------------ | ------------- |
| 2016/17   | Meister                  | Cupsieger     |
| 2015/16   | 8. Platz (Viertelfinale) | Halbfinale    |
| 2014/15   | 3. Platz (Semifinale)    | Halbfinale    |
| 2013/14   | Vizemeister              | Cupsieger     |
| 2012/13   | 3. Platz (Semifinale)    | Viertelfinale |
| 2011/12   | 3. Platz (Semifinale)    |               |
| 2010/11   | 6. Platz (Viertelfinale) | Viertelfinale |
| 2009/10   | 6. Platz (Semifinale)    | Finale        |
| 2008/09   | 4. Platz (Viertelfinale) | Viertelfinale |
| 2007/08   | 5. Platz (Semifinale)    | Achtelfinale  |
| 2006/07   | 4. Platz (Viertelfinale) | Cupsieger     |
| 2005/06   | 3. Platz                 | Viertelfinale |
| 2004/05   | 3. Platz                 | Finale        |
| 2003/04   | Meister                  | Final Four    |
| 2002/03   | Meister                  | Final Four    |
| 2001/02   | Meister                  | Viertelfinale |
| 2000/01   | Meister                  | Finale        |
| 1999/2000 | Vizemeister              | Finale        |
| 1998/99   | Vizemeister              | Final Four    |
| 1997/98   | 3. Platz                 | Viertelfinale |
| 1996/97   | 3. Platz                 | Final Four    |
| 1995/96   | 3. Platz                 | Viertelfinale |

## Ehemalige Spieler
Eine Auswahl ehemaliger Spieler (in alphabetischer Reihenfolge):
- Rasheed Brokenborough
- Mike Coffin
- Aleksandar Djuric
- Markus Fritz
- John Griffin
- Martin Kohlmaier
- Sean McCaw (Sean Allen, 1995–1999)
- Shawn Ray
- Gerald Wasshuber
- Jasmon Youngblood